# Арчи (Мисури)
Арчи (енгл. Archie) град је у америчкој савезној држави Мисури.

## Демографија
По попису из 2010. године број становника је 1.170, што је 280 (31,5%) становника више него 2000. године.
| Група             | 2000.       | 2010.         |
| Белци             | 878 (98,7%) | 1.123 (96,0%) |
| Афроамериканци    | 0 (0,0%)    | 6 (0,5%)      |
| Азијати           | 0 (0,0%)    | 2 (0,2%)      |
| Хиспаноамериканци | 3 (0,3%)    | 23 (2,0%)     |
| Укупно            | 890         | 1.170         |